# Championnat d'Irlande de football 1956-1957
Navigation
Édition précédente Édition suivante
Le Championnat d'Irlande de football en 1956-1957. C’est une nouvelle fois les Shamrock Rovers qui remportent le titre. C’est leur huitième titre de champion d’Irlande.

## Les 12 clubs participants
- Bohemian Football Club
- Cork Athletic Football Club
- Drumcondra Football Club
- Dundalk Football Club
- Evergreen United Football Club
- Limerick Football Club
- St. Patrick's Athletic Football Club
- Shamrock Rovers Football Club
- Shelbourne Football Club
- Sligo Rovers Football Club
- Transport Football Club
- Waterford United Football Club

## Compétition

### Classement
| Rang | Équipe                      | Pts | J  | G  | N  | P  | Bp | Bc | Diff |
| ---- | --------------------------- | --- | -- | -- | -- | -- | -- | -- | ---- |
| 1    | Shamrock Rovers             | 36  | 22 | 15 | 6  | 1  | 68 | 24 | +44  |
| 2    | Drumcondra FC               | 31  | 22 | 11 | 9  | 2  | 49 | 28 | +21  |
| 3    | Sligo Rovers                | 29  | 22 | 11 | 7  | 4  | 42 | 29 | +13  |
| 4    | Evergreen United            | 27  | 22 | 11 | 5  | 6  | 48 | 31 | +17  |
| 5    | Transport FC                | 26  | 22 | 8  | 10 | 4  | 42 | 36 | +6   |
| 6    | Shelbourne FC               | 24  | 22 | 10 | 6  | 6  | 47 | 39 | +8   |
| 7    | Waterford United            | 22  | 22 | 9  | 4  | 9  | 49 | 41 | +8   |
| 8    | Cork Athletic               | 18  | 22 | 5  | 8  | 9  | 32 | 46 | -14  |
| 9    | St. Patrick's Athletic FC T | 17  | 22 | 6  | 5  | 11 | 32 | 55 | -23  |
| 10   | Dundalk FC                  | 16  | 22 | 4  | 8  | 10 | 33 | 40 | -7   |
| 11   | Bohemian FC                 | 9   | 22 | 2  | 5  | 15 | 20 | 56 | -36  |
| 12   | Limerick FC                 | 7   | 22 | 2  | 3  | 17 | 22 | 59 | -37  |

| Légende : Qualifications et relégations | Légende : Qualifications et relégations                                |
| --------------------------------------- | ---------------------------------------------------------------------- |
|                                         | Champion d'Irlande et Coupe des clubs champions européens 1957-1958    |
|                                         | Dissolution en fin de saison et exclusion du championnat               |
|                                         | T : Tenant du titre P : Promu C : Vainqueur de la Coupe d'Irlande 1957 |

1. ↑  Sanction de 2 points

### Meilleurs buteurs
| Place              | Joueur          | Club | Buts             |
| ------------------ | --------------- | ---- | ---------------- |
| Médaille d'or      | Tommy Hamilton  | 15   | Drumcondra FC    |
| Médaille d'or      | Donal Leahy     | 15   | Evergreen United |
| Médaille de bronze | Austin Noonan   | 13   | Evergreen United |
| 4                  | Jack Fitzgerald | 12   | Waterford FC     |
| 4                  | Dessie Glynn    | 12   | Shelbourne FC    |

## Source
- (en) Alex Graham, Football in the Republic of Ireland : a Statistical Record 1921–2005, Soccer Books Ltd, novembre 2005, 142 p. (ISBN 978-1862231351).